# 索南堡天文台
索南堡天文台（Museum Sterrenwacht Sonnenborgh）是一個向公眾開放的天文台和博物館，位於荷蘭烏特勒支。
索南堡天文台位於查理五世為烏得勒支防禦建築建造的四個石堡之一。1639年，烏特勒支大學成員在堡壘成立三年後，擴建了學術草藥園。花園於1724年遷至舊花園現址。2001年的重建工作期間，在烏特勒支發現了荷蘭第一個化學實驗室的遺骸，也是世界上第三個。
索南堡天文台由C. H. D. Buys Ballot於1853年創立，為烏得勒支大學天文台。從1854年到1897年，索南堡天文台為荷蘭皇家氣象研究所的第一個所在地。氣象研究所遷至德比爾特後，再次由烏特勒支大學管理。
2021年，歐洲物理學會將索南堡天文台命名為歐洲物理學會官方歷史遺址。

## 外部連結
- Sonnenborgh Museum
- Foundation "De Koepel"，存档于（存檔日期 13 December 2013） （荷蘭語）